# Плиев, Константин Игоревич
Константи́н И́горевич Пли́ев (26 октября 1996, Владикавказ, Россия) — российский футболист, защитник. Брат Заурбека Плиева.

## Биография
Профессиональную карьеру начал в клубе «Алания», за который дебютировал 12 августа 2014 года в матче ПФЛ против «Анжи-2». Зимой 2016 года перешёл в клуб ФНЛ «Волгарь». В составе астраханского клуба сыграл 43 матча и забил 1 гол. В феврале 2018 года проходил сборы с клубом РФПЛ «Ростов», по итогам которых подписал с командой полноценный контракт. 5 мая дебютировал в премьер-лиге в гостевом матче 29-го тура со «Спартаком» (0:2), выйдя на замену на 69-й минуте вместо Дмитрия Скопинцева.